# Brod (Kolinec)
Brod je malá vesnice, část městyse Kolinec v okrese Klatovy v Plzeňském kraji. Nachází se tři kilometry severně od Kolince. Prochází zde silnice II/187. Brod je také název katastrálního území o rozloze 2,28 km².

## Historie
První písemná zmínka o vesnici pochází z roku 1383.

## Obyvatelstvo
| Rok            | 1869 | 1880 | 1890 | 1900 | 1910 | 1921 | 1930 | 1950 | 1961 | 1970 | 1980 | 1991 | 2001 | 2011 | 2021 |
| -------------- | ---- | ---- | ---- | ---- | ---- | ---- | ---- | ---- | ---- | ---- | ---- | ---- | ---- | ---- | ---- |
| Počet obyvatel | 138  | 119  | 122  | 126  | 141  | 134  | 121  | 86   | 78   | 74   | 44   | 25   | 27   | 16   | 21   |
| Počet domů     | 18   | 19   | 19   | 20   | 20   | 20   | 21   | 23   | 23   | 20   | 16   | 20   | 20   | 21   | 20   |

## Obecní správa
Při sčítání lidu v letech 1850–1949 Brod byl samostatnou obcí v okrese Klatovy. V letech 1950–1963 byl osadou obce Vlčkovice v okrese Sušice. Od roku 1964 je částí městyse Kolinec opět v okrese Klatovy. V letech 1850–1909 k obci patřily Buršice a v letech 1850–1929 také Vlčnov.

## Pamětihodnosti
- Kaplička u hlavní silnice

## Další fotografie

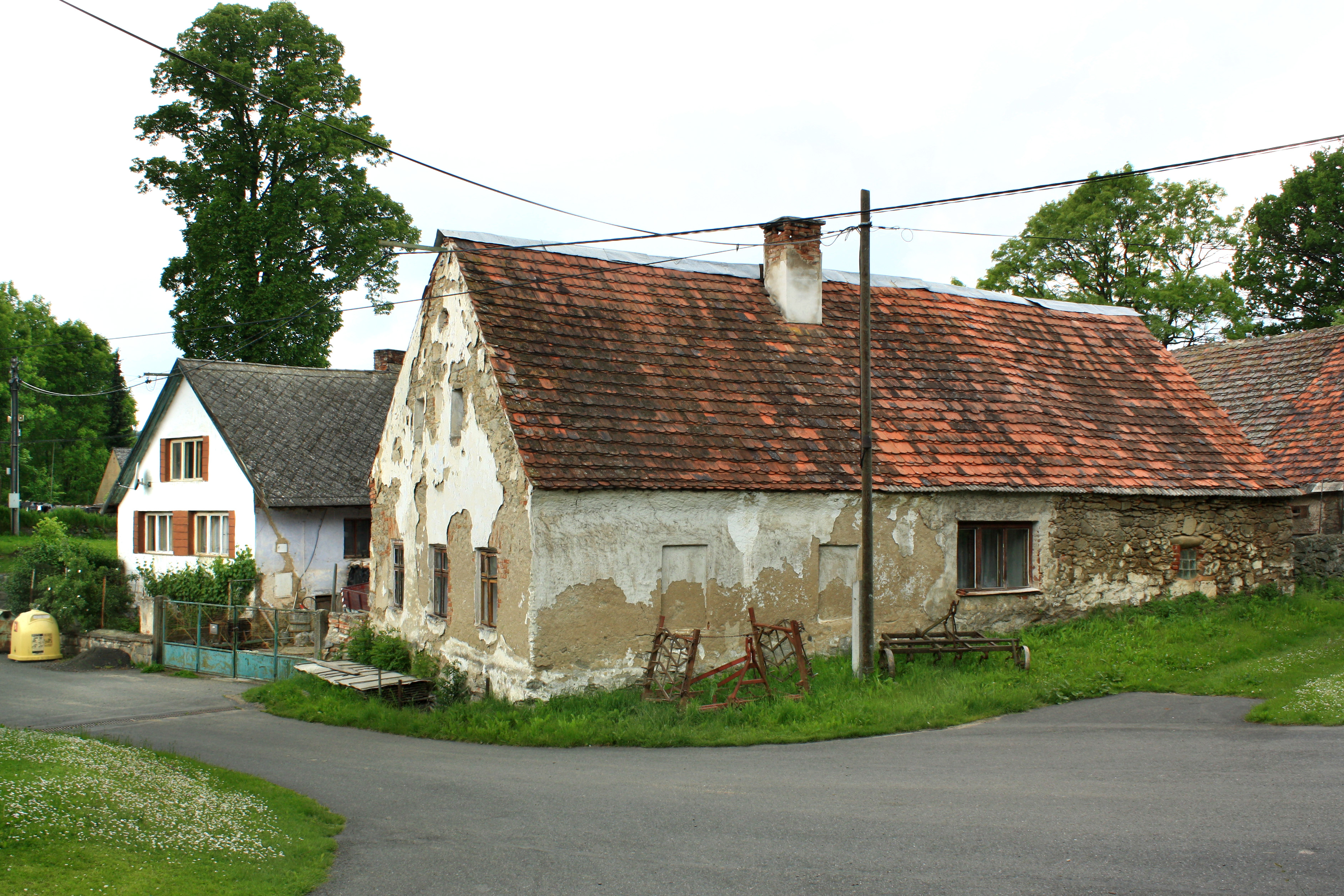
Náves
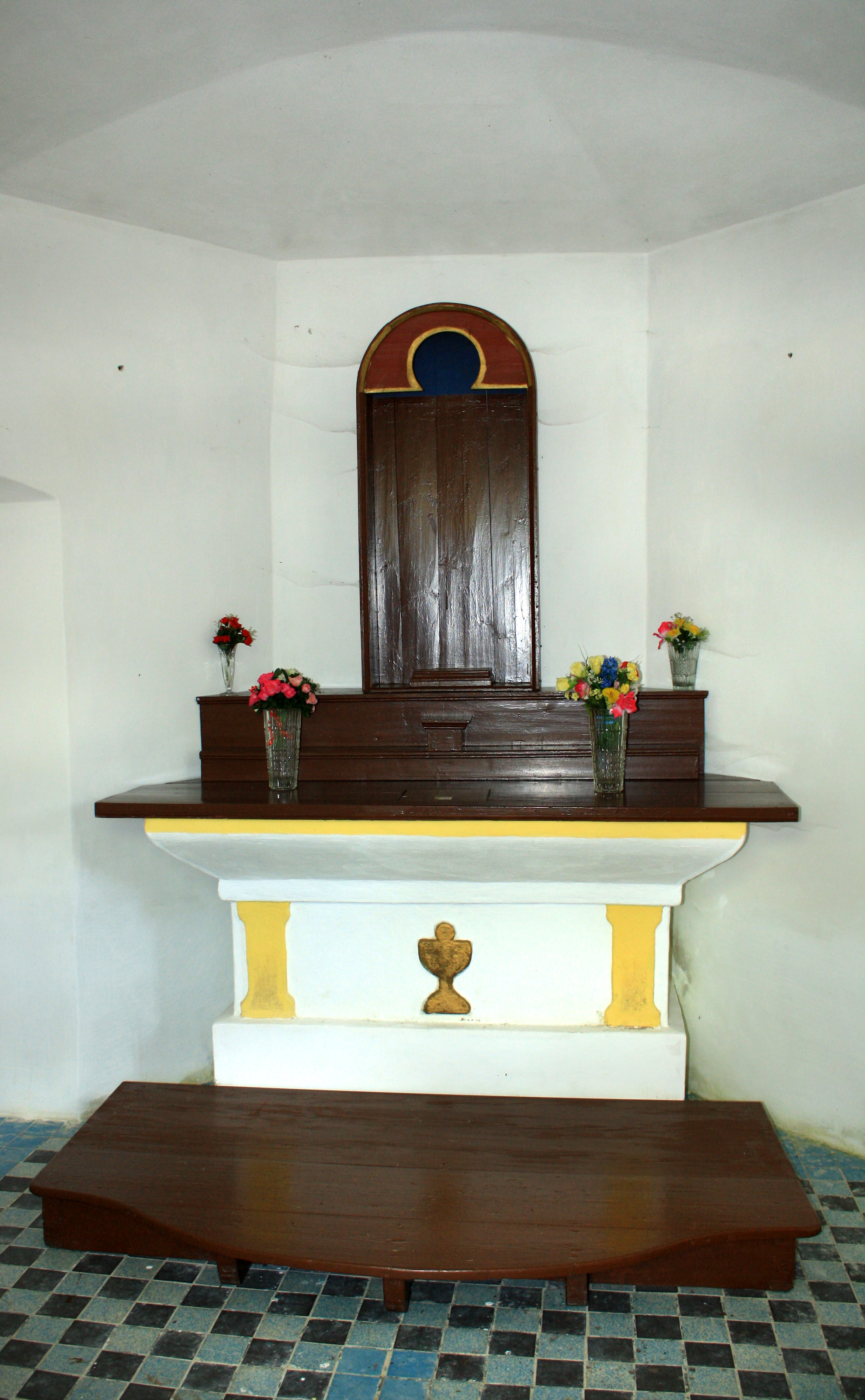
Interiér kapličky
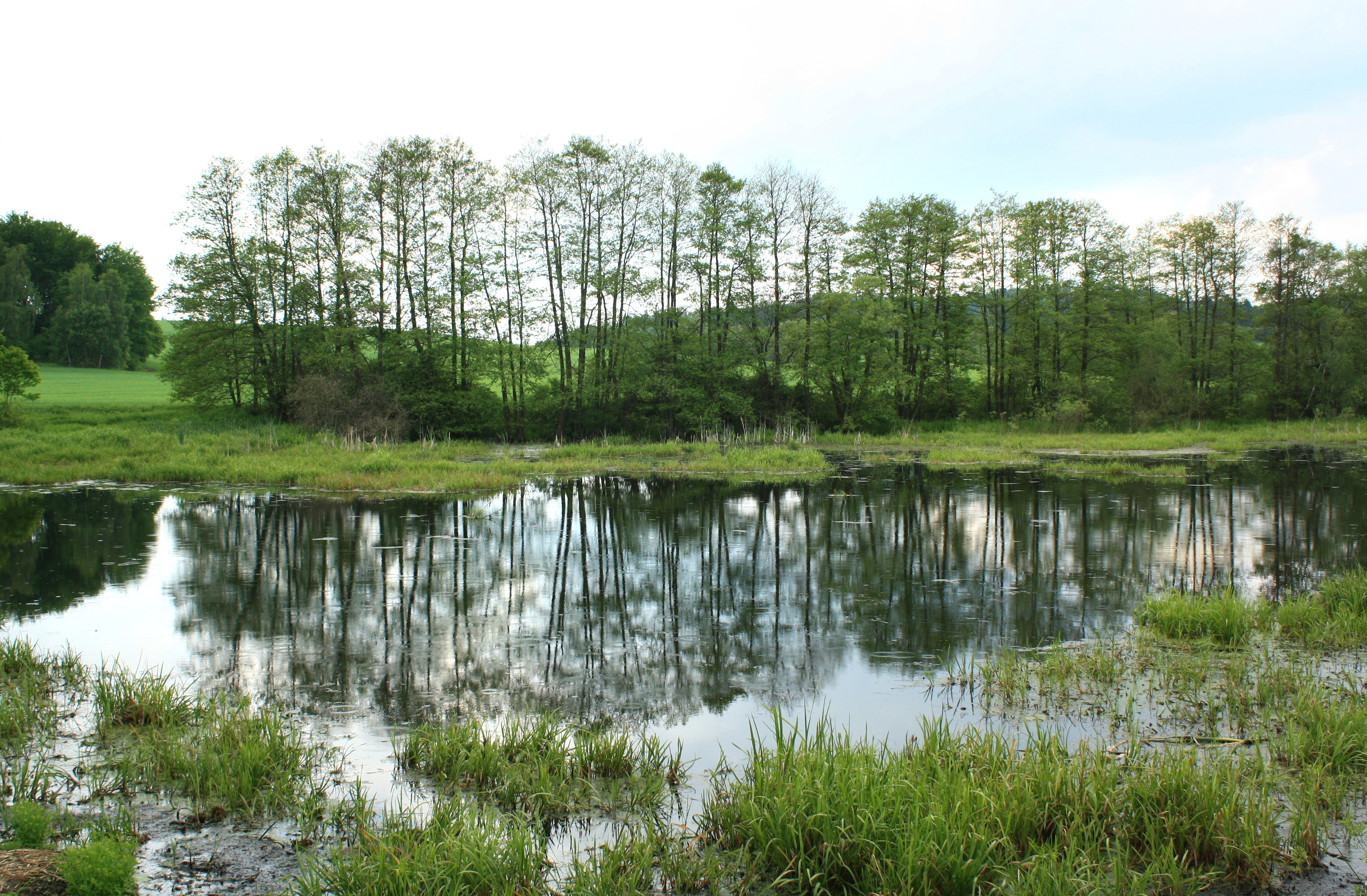
Rybník Brod